# Tillabéri
Tillabéri   este un oraș  în  Niger, pe valea fluviului Niger. Este reședința  departamentului Tillabéri.